# Koprosa
Koprosa (dawn. Koprusa) – dzielnica w północnej części miasta Stąporkowa w woj. świętokrzyskim, w powiecie koneckim. Rozpościera się w rejonie ulicy Prusa i jej odnóg (Wspólna, Lipowa, Gutów), stanowiąc przestrzennie odrębne skupisko osadnicze. Do 1954 roku samodzielna wieś.

## Historia
Koprosa to dawna wieś. Należała początkowo do gminy Niekłań Wielki w powiecie koneckim w guberni kieleckiej, a od 25 stycznia 1926 do gminy Odrowąż w woj. kieleckim. Tam 4 listopada 1933 utworzyła gromadę o nazwie Koprusa w gminie Odrowąż, obejmującą samą Koprusę. 1 kwietnia 1939 wraz z główną częścią powiatu koneckiego włączona do woj. łódzkiego.
Podczas II wojny światowej włączona do Generalnego Gubernatorstwa (dystrykt radomski), nadal jako gromada w gminie Odrowąż, licząca w 1943 roku 316 mieszkańców. Po wojnie początkowo w województwie łódzkim, a od 6 lipca 1950 ponownie w województwa kieleckim, jako jedna z 21 gromad gminy Odrowąż w powiecie koneckim.
W związku z reformą znoszącą gminy jesienią 1954 roku, Koprusę włączono do nowo utworzonej gromady Stąporków Nowy z siedzibą w Stąporkowie Nowym został siedzibą. W skład gromady Stąporków Nowy weszły: Sadykierz i (Stary) Stąporków ze zniesionej gminy Duraczów oraz Nieborów, Koprusa, Miła, Stąporków Nowy i Wołów ze zniesionej gminy Odrowąż. 
Gromada Stąporków Nowy przetrwała zaledwie sześć tygodni, bo już 13 listopada 1954 zniesiono ją w związku z nadaniem jej statusu osiedla o nazwie Stąporków,przez co Koprosa stała się integralną częścią Stąporkowa. 1 stycznia 1967 osiedlu Stąporków nadano status miasta, w związku z czym Koprosa stała się obszarem miejskim.